# Буриданов мост
Буриданов мост, также известный как 17-й софизм — самореферентный парадокс, описанный французским философом и логиком Жаном Буриданом в трактате «Sophismata».

## Формулировка
Парадокс приводится в труде «Sophismata» французского философа Жана Буридана в 8 главе под заголовком «Insolubilia», где рассматриваются нерешённые софизмы. В труде Жана Буридана парадокс озаглавлен как «Ты сбросишь меня в воду». Он звучит следующим образом:

Сократ приближается к мосту, охраняемому Платоном. Сократ просит пропустить его, Платон ему отвечает:

Платон: Если твоё следующее высказывание будет верно, я позволю тебе перейти, но если оно будет ложным, то я сброшу тебя в воду.

Сократ: Ты сбросишь меня в воду.

Парадокс заключается в том, что если Платон не сбросит Сократа в воду, то высказывание Сократа, таким образом, ложно, и Платон должен бросить его в воду. Но если Платон сбросит Сократа в воду, то его высказывание будет истинно, и он не должен быть сброшен.
Дейл Жакетт полагает, что парадокс, возможно, был придуман не самим Буриданом, поскольку «Sophismata» представляет собой преимущественно собрание софизмов прошлых авторов, но его постановка парадокса, как считает философ, наиболее популярная и доступная.

## Решения парадокса
Современник Буридана английский философ Вальтер Бурлей ответил на парадокс так: «если утверждение истинно, то оно должно быть истинно прямо сейчас».

## В культуре
Вариант Буриданова моста фигурирует в романе Мигеля де Сервантеса «Дон Кихот».